# Alahalli, Malur
Alahalli là một làng thuộc tehsil Malur, huyện Kolar, bang Karnataka, Ấn Độ.